# Cristian Alexis González
Cristian González (Neiva, Huila, Colombia; 16 de junio de 1984) es un exfutbolista colombiano. Jugaba de delantero y se retiró en el Atlético Bucaramanga de Colombia.
Hizo parte de la nómina del Rionegro Águilas en el título de la Categoría Primera B en la temporada 2010.

## Clubes
| Club                 | País     | Año         |
| -------------------- | -------- | ----------- |
| Atlético Huila       | Colombia | 2004 - 2005 |
| Envigado F.C.        | Colombia | 2006        |
| Real Cartagena       | Colombia | 2006 - 2007 |
| Deportivo Pasto      | Colombia | 2008        |
| Atlético Bucaramanga | Colombia | 2009        |
| Rionegro Águilas     | Colombia | 2010 - 2011 |
| La Paz Fútbol Club   | Bolivia  | 2012        |
| Atlético Bucaramanga | Colombia | 2012        |

## Palmarés

### Campeonatos nacionales
| Título    | Club   | País     | Año  |
| --------- | ------ | -------- | ---- |
| Primera B | Itagüí | Colombia | 2010 |